# Glatte Nachtskinke
Glatte Nachtskinke (Eremiascincus) sind eine Gattung aus der Familie der Skinke (Scincidae), innerhalb der Schuppenkriechtiere (Squamata).
Die Erstbeschreibung erfolgte 1979 durch den Australier Allen E. Greer.

## Verbreitung
Die Gattung kommt im tropischen und subtropischen Australien (zehn beschriebene Arten) und den Kleinen Sundainseln (vier beschriebene Arten) vor. Manche Arten sind auch in das trockene Innere des australischen Kontinents eingewandert.

## Beschreibung
Glatte Nachtskinke sind kleine bis mittelgroße Skinke mit einer maximalen Kopf-Rumpf-Länge von etwa 125 mm. Die Schuppen sind glatt und glänzend, der Körper zylindrisch und der Schwanz lang. Einige der Arten auf der Insel Timor sind am Bauch gelb, orange oder pink gefärbt. E. emigrans, E. butlerorum und den australischen Arten fehlt eine leuchtende Färbung. Die strahlende Bauchfärbungen könnten darauf hinweisen, dass sich diese timoresischen Arten aus einem gemeinsamen Vorfahren entwickelt haben. Ihr Nutzen ist für die in Dämmerung und nachts aktiven Arten noch nicht geklärt. Solche Bauchfärbungen kann man auch bei der Gattung Hemiergis beobachten. Molekularbiologische Untersuchungen lassen eine enge Verwandtschaft der beiden Gattungen vermuten. Da Glatte Nachtskinike aus den trockenen Regionen Australiens sich in Sand geradezu schwimmend fortbewegen, wurden sie von Wissenschaftlern auch „Australische Sandfische“ genannt.
Die Arten von den Kleinen Sundainseln sind allgemein am Rücken bräunlich gefärbt, an der Seite dunkler. Dazu kommen weiße und cremefarbene Punkte.

## Systematik

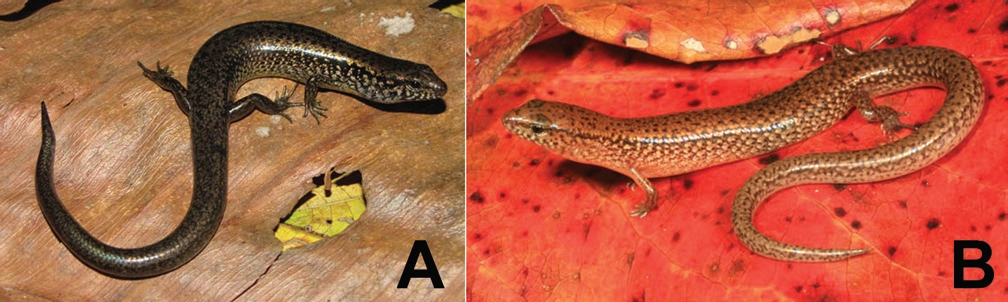
Zwei bisher nicht klassifizierte Vertreter der Eremiascincus aus Osttimor: E. sp. ‘Montane’ (links) und E. sp. ‘Lautém’

Die vier Vertreter von den Kleinen Sundainseln wurden früher in der Glaphyromorphus isolepis-Gruppe zusammengefasst. Bei E. emigrans besteht die Möglichkeit, dass die bisher ihr zugeordneten Exemplare verschiedenen Arten angehören. Neuere Forschungen haben mindestens fünf weitere Kandidaten für neue Arten der Gattung in Osttimor entdeckt (Siehe auch: Reptilien Timors), weitere in Indonesien und Australien.
Zur Gattung der Glatten Nachtskinken gehören mindestens folgende 14 rezente Arten:
| Deutscher Name                  | Wissenschaftlicher Name                                   | Verbreitung                                                                                                   | Gefährdungsstufe Rote Liste der IUCN          | KRL       | Anmerkungen                                                  |
| ------------------------------- | --------------------------------------------------------- | --- | --------------------------------------------- | --------- | ------------------------------------------------------------ |
|                                 | Eremiascincus antoniorum (M. A. Smith, 1927)              | Westtimor, Indonesien                                                                                         | (Not Evaluated – nicht beurteilt)             | 64 mm     | monotypisch                                                  |
|                                 | Eremiascincus brongersmai (Storr, 1972)                   | nördliches Western Australia                                                                                  | (Least Concern – nicht gefährdet)             |           | monotypisch                                                  |
|                                 | Eremiascincus butlerorum (Aplin, How & Boeadi, 1993)      | Sumba, Indonesien                                                                                             | (Not Evaluated – nicht beurteilt)             |           | monotypisch                                                  |
|                                 | Eremiascincus douglasi (Greer, 1989)                      | feuchte und trockene, tropische Regionen des Northern Territory, Australien                                   | (Not Evaluated – nicht beurteilt)             | 70 mm     | monotypisch                                                  |
|                                 | Eremiascincus emigrans (Lidth de Jeude, 1895)             | weit verbreitet im indonesischen Teil der Kleinen Sundainseln, möglicherweise auch im osttimoresischen Lore I | (Not Evaluated – nicht beurteilt)             |           | 2 Unterarten Möglicherweise verschiedene Arten zugeschrieben |
| Östlicher Streifenskink         | Eremiascincus fasciolatus (Günther, 1867)                 | östliches Queensland, Australien                                                                              | (Not Evaluated – nicht beurteilt)             | 123 mm    | monotypisch                                                  |
| Nordaustralischer Streifenskink | Eremiascincus intermedius (Sternfeld, 1919)               | trockenes Northern Territory, nordöstliches Western Australia                                                 | (Not Evaluated – nicht beurteilt)             | 74–82 mm  | monotypisch                                                  |
|                                 | Eremiascincus isolepis (Boulenger, 1887)                  | nördliche, feuchte und trockene Tropen von Western Australia, Northern Territory und Queensland, Australien   | (Least Concern – nicht gefährdet)             | 51–72 mm  | monotypisch                                                  |
| Mosaik-Wüstenskink              | Eremiascincus musivus Mecke, Doughty & Donnellan, 2009    | Pilbara, Western Australia, Australien                                                                        | (Least Concern – nicht gefährdet)             | 57 mm     | monotypisch                                                  |
| Westaustralischer Streifenskink | Eremiascincus pallidus (Günther, 1875)                    | trockenes Western Australia, westliches Northern Territory und nordwestliches South Australia, Australien     | (Not Evaluated – nicht beurteilt)             | 65–69 mm  | monotypisch                                                  |
|                                 | Eremiascincus pardalis (Macleay, 1877)                    | Kap-York-Halbinsel, Queensland, Australien                                                                    | (Not Evaluated – nicht beurteilt)             | 67–68 mm  | 2 Unterarten                                                 |
| Südlicher Streifenskink         | Eremiascincus phantasmus Mecke, Doughty & Donnellan, 2013 | Inneres Becken des Lake Eyre, Australien                                                                      | (Not Evaluated – nicht beurteilt)             | 84–93 mm  | monotypisch                                                  |
|                                 | Eremiascincus richardsonii (J. E. Gray, 1845)             | trockenes Westaustralien, South Australia, Northern Territory, Queensland, New South Wales                    | (Least Concern – nicht gefährdet)             | 79–116 mm | monotypisch Keine Einzelart, sondern ein Artenkomplex        |
|                                 | Eremiascincus timorensis (Greer, 1990)                    | Ost- und Westtimor                                                                                            | (Data Deficient – ungenügende Datengrundlage) | 96 mm     | monotypisch Größte Art der Gattung auf Timor.                |

## Vermehrung
Unter den Sphenomorphinae gibt es drei Arten, von denen man Eier und Lebendgeburten kennt: Lerista bougainvilli, Zootaca vivipara und Kap-Skink (Trachylepis capensis). Bei den Glatten Nachtskinken trifft dies auch auf E. pardalis zu. Auch bei einer in Osttimor neu entdeckten Art (Eremiascincus sp. ‘Ermera’) scheint Lebendgebärung (Viviparie) als gesichert zu gelten, während Berichte bei E. fasciolatus eher anzuzweifeln sind. Die meisten Arten der Gattung legen Eier. Gelege und Würfe werden von den Elterntieren sich selbst überlassen und nicht beschützt. Die Brutzeit der eierlegenden Arten ist ohnehin deutlich kürzer, als bei anderen Echsen. Bei E. richardsonii sind es nur 21 Tage. Man vermutet, dass die Eier im Körper bereits zum Teil ausgebrütet werden (Ovoviviparie), ein evolutionärer Übergang von Eierlegern zu Lebendgebärende. Bei den Scincidae ist ein solcher Vorgang bei L. bougainvilii und Saiphos equalis bekannt.
Erstmals gelang eine Nachzucht von Glatten Nachtskinken an der Philipps-Universität Marburg mit der bisher unbeschriebenen Art E. sp. ‘Ermera’.